# گئورگ شفلر
گِئورگ شِفْلر (انگلیسی: Georg F. W. Schaeffler؛ زادهٔ ۱۹ اکتبر ۱۹۶۴) کارآفرین، سرمایه‌دار، بازرگان و مدیر ارشد اجرایی آلمانی است، که در حال حاضر به‌عنوان رئیس هیئت مدیره گروه شافلر فعالیت می‌کند. وی در ماه مارس ۲۰۱۵ با دارایی خالص ۲۶٫۹ میلیارد دلار، از سوی مجله Forbes بعنوان ثروتمندترین فرد آلمان شناخته شد، جرج شافلر در مارس 2017 دومین فرد ثروتمند آلمان است..